# Affreschi della chiesa dei Santi Apostoli (Giovanni Lanfranco)

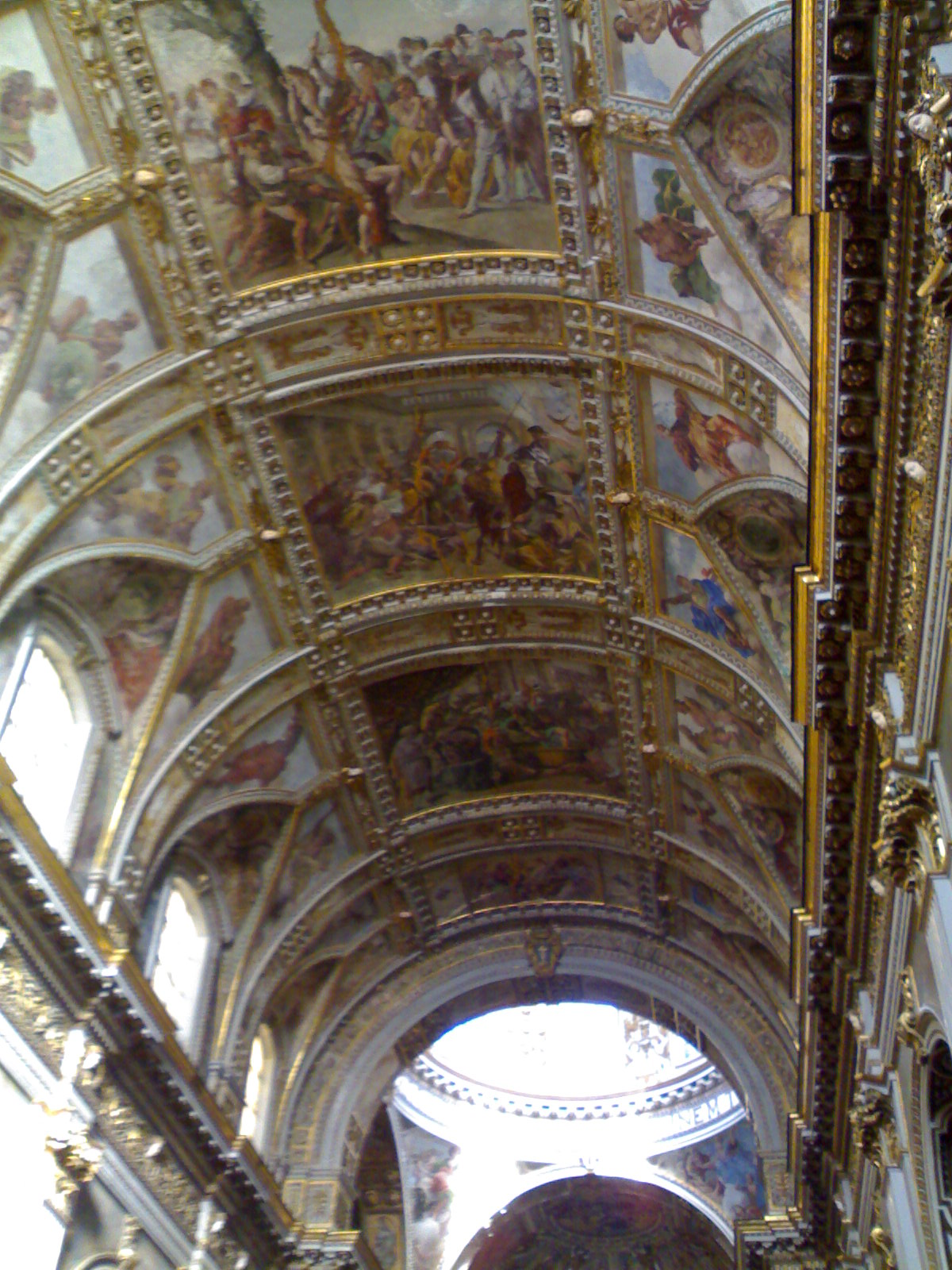
Scorcio della navata

Gli affreschi della chiesa dei Santi Apostoli di Napoli sono un ciclo pittorico realizzato da Giovanni Lanfranco.
L'intervento, che risulta essere il più vasto lavoro compiuto dal pittore emiliano nella città partenopea, consiste nella realizzazione di due temi: uno relativo alle scene dei Martìri dei santi apostoli, con anche profeti, patriarchi, virtù ed evangelisti, eseguito tra il 1638 e il 1644 lungo la volta della navata e della crociera della chiesa, e un altro, la Piscina probatica, realizzato nel 1646 nella controfacciata.

## Storia e descrizione

### Crociera (1638-1639)
La composizione delle storie sugli apostoli si sviluppa nella controfacciata, nella volta della navata, in quella del transetto e della zona absidale. L'intero lavoro ebbe inizio nel 1638 (la commessa includeva anche l'esecuzione di cinque tele da collocare nell'abside, che furono compiute solo nel 1646), di cui si registra il primo pagamento avvenuto il 3 aprile.
Gli affreschi che decorano la crociera furono i primi ad essere realizzati, nel 1638. Il transetto destro è affrescato ai lati del finestrone frontale con le scene dei Martìri dei santi Andrea e Giacomo Maggiore, mentre nella volta è l'Ascensione dei due santi. Il lato sinistro vede invece i cicli sui Martìri dei santi Pietro e Paolo, collocati ai lati del finestrone, mentre nella volta è la loro Ascensione.
Nel catino absidale è l'affresco della Gloria dei santi Filippo e Giacomo Maggiore, al di sotto del quale sono i dieci apostoli in altrettante nicchie; ancor più in basso, in cinque lunette (quasi del tutto scomparse) sono scene non decifrate, mentre in un riquadro rettangolare all'estremità inferiore della parete frontale dell'abside è il Martirio dei due santi. Sotto le due virtù ai lati dei quest'ultimo riquadro centrale è collocata la firma e data del Lanfranco (1641).
Completano le decorazioni di quest'area della chiesa i quattro evangelisti affrescati sui pennacchi della cupola, di cui si registra il pagamento avvenuto il 15 gennaio 1639. Per la calotta invece non eseguito alcun affresco poiché questa non era stata ancora costruita all'epoca (i lavori verranno fatti solo nel 1664).
Per questo ciclo il Lanfranco ricevette circa 4.000 ducati.
| Foto | Titolo                                                | Anno | Collocazione                             |
| ---- | ----------------------------------------------------- | ---- | ---------------------------------------- |
| -    | Martirio dei santi Andrea                             | 1638 | Transetto destro (lato del finestrone)   |
| -    | Martirio dei santi Giacomo Maggiore                   | 1638 | Transetto destro (lato del finestrone)   |
| -    | Gloria dei santi Andrea e Giacomo Maggiore            | 1638 | Transetto destro (volta)                 |
| -    | Martirio di San Pietro                                | 1638 | Transetto sinistro (lato del finestrone) |
| -    | Martirio di San Paolo                                 | 1638 | Transetto sinistro (lato del finestrone) |
| -    | Gloria dei santi Pietro e Paolo                       | 1638 | Transetto sinistro (volta)               |
|      | Martirio dei santi Filippo e Giacomo con allegorie    | 1638 | Catino absidale                          |
|      | Gloria dei santi Filippo e Giacomo con dieci apostoli | 1638 | Catino absidale                          |
|      | Evangelista                                           | 1639 | Pennacchio                               |
|      | Evangelista                                           | 1639 | Pennacchio                               |
|      | Evangelista                                           | 1639 | Pennacchio                               |
|      | Evangelista                                           | 1639 | Pennacchio                               |

### Navata (1640-1644)
Successivamente, il 16 agosto 1640, i padri teatini decidono di finanziare anche la decorazione a fresco di tutto il corpo centrale della chiesa. Furono quindi realizzati i cicli nella parte superiore la navata, dalle due lunette ai lati del finestrone della controfacciata proseguendo in successione lungo la volta di tutta la navata, scanditi in cinque riquadri in stucchi dorati, dove sono affrescate scene dei Martìri degli apostoli accompagnati da virtù nelle lunette dei finestroni e, più sopra, da profeti e patriarchi.
Le raffigurazioni riguardano i santi Simone e Giuda e Mattia, nella controfacciata, mentre nella volta sono san Tommaso strappato all'altare e trafitto, san Bartolomeo scorticato, san Matteo pugnalato, san Giovanni Evangelista immerso nella caldaia di olio bollente e infine la Gloria di questi quattro apostoli.
I pagamenti per questi lavori si registrano fino al 1644, arrivando alla somma complessiva di 4.500 ducati circa. Con la conclusione del ciclo, in data 6 luglio si decide di avviare anche il progetto per la controfacciata.
| Foto | Titolo                                                            | Anno      | Collocazione                         |
| ---- | ----------------------------------------------------------------- | --------- | ------------------------------------ |
| -    | Martirio di san Mattia                                            | 1640-1644 | Controfacciata (lato del finestrone) |
| -    | Martirio di san Simone e Giuda                                    | 1640-1644 | Controfacciata (lato del finestrone) |
|      | Martirio di san Tommaso, profeti, patriarchi e virtù              | 1640-1644 | Volta                                |
|      | Martirio di san Bartolomeo, profeti, patriarchi e virtù           | 1640-1644 | Volta                                |
|      | Martirio di san Matteo, profeti, patriarchi e virtù               | 1640-1644 | Volta                                |
|      | Martirio di san Giovanni Evangelista, profeti, patriarchi e virtù | 1640-1644 | Volta                                |
| -    | Gloria degli apostoli, profeti, patriarchi e virtù                | 1640-1644 | Volta                                |

### Controfacciata (1646)
Dopo una interruzione per via di ulteriori commesse cui il pittore doveva dare seguito, tra cui la grande composizione del Paradiso per la cupola della cappella di San Gennaro, i lavori ripresero due anni dopo, nel 1646, con la realizzazione nella controfacciata della grande scena della Piscina probatica.

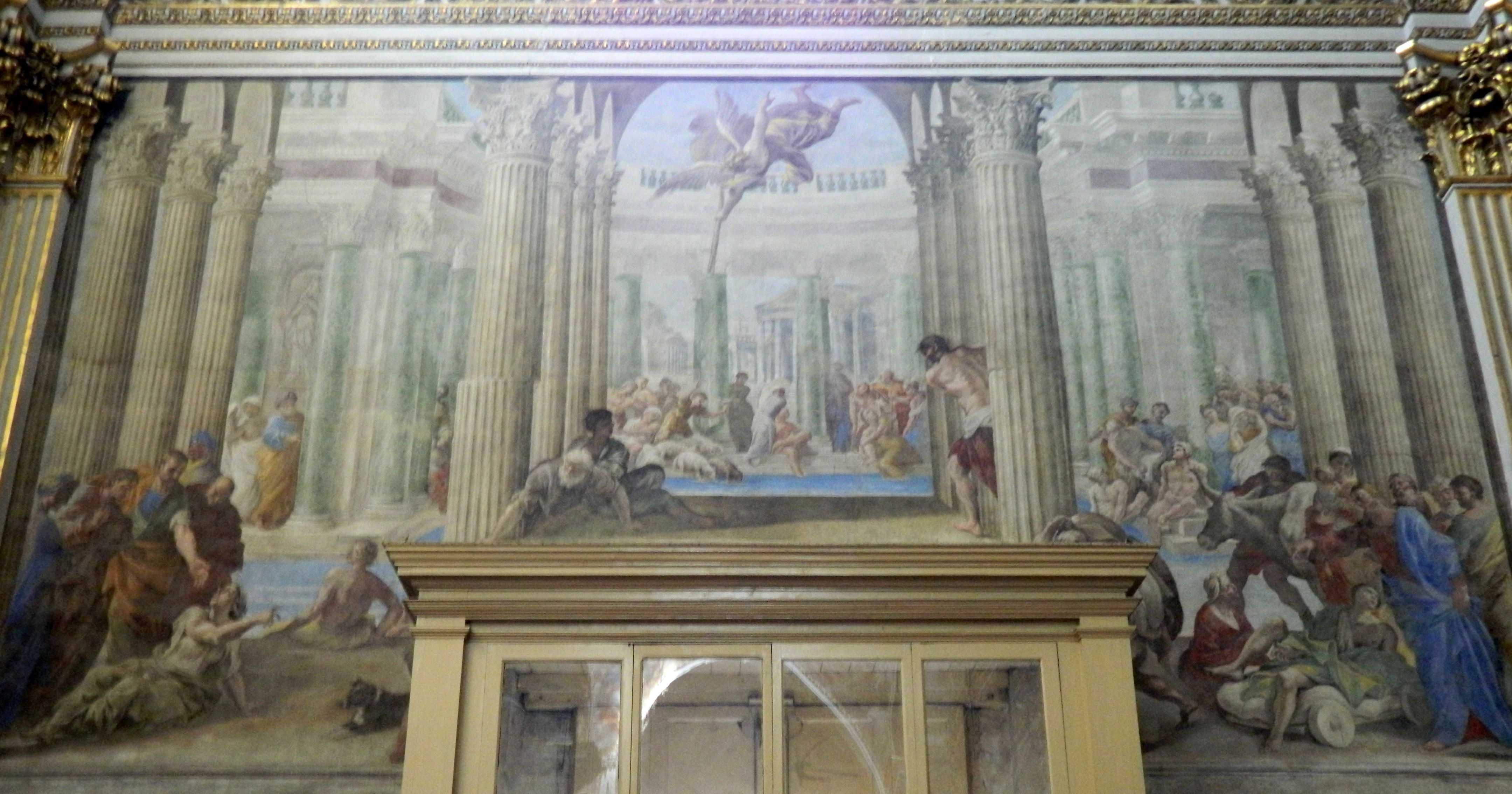
Piscina Probatica

Il soggetto è quello della guarigione del paralitico alla piscina di Betzaeta, dove Gesù compie il miracolo nei confronti di un infermo. Nell'affresco sono raffigurati tutti gli elementi citati nel Vangelo secondo Giovanni (5,1-18): «V'è a Gerusalemme, presso la porta delle Pecore, una piscina, chiamata in ebraico Betzaetà, con cinque portici, sotto i quali giaceva un gran numero di infermi, ciechi, zoppi e paralitici. Un angelo infatti in certi momenti discendeva nella piscina e agitava l'acqua; il primo ad entrarvi dopo l'agitazione dell'acqua guariva da qualsiasi malattia fosse affetto.». In basso a destra sono dunque Gesù e il paralitico, mentre lungo tutto l'orizzonte dell'affresco è la piscina, su cui si affacciano molteplici figure, gli infermi, in attesa che l'angelo, posto in alto al centro, arrivi a far agitare l'acqua miracolosa. In secondo piano si vede un gregge di pecore che si abbeverano: questo elemento sta a indicare la prossimità della piscina alla porta delle pecore.
L'opera riscuoterà particolare successo nell'ambiente locale, dando il via a una serie di opere di simile struttura che dureranno fino al Settecento inoltrato. Saranno promotori in tal senso i grandi cicli di Luca Giordano per i Girolamini (Cacciata dei Mercanti dal tempio, 1684), quello di Paolo De Matteis in San Nicola alla Carità (San Nicola che allontana i demoni dall'albero, 1712), di Francesco Solimena per la chiesa del Gesù Nuovo (Cacciata di Eliodoro dal tempio, 1725), fino ad arrivare ai locali Giuseppe De Vivo in San Giovanni Maggiore (Predicazione del Battista ai discepoli, 1730) e Santolo Cirillo in San Paolo Maggiore (Dedicazione del tempio di Salomone, 1737).
Con l'affresco della controfacciata il Lanfranco conclude la commessa per la chiesa e più in generale nella città di Napoli, facendo infatti definitivo ritorno a Roma da lì a breve. Per la decorazione della controfacciata il pittore ricevette un compenso pari a 1.500 ducati circa, riferibili anche al gruppo di cinque tele da disporre nell'abside: gli ultimi due pagamenti si registrano il 15 maggio e il 7 luglio del 1646. La somma complessiva di tutto il lavoro svolto raggiunse quindi la cifra di 10.322 ducati, rappresentando il più vasto e complesso ciclo pittorico dell'artista nella città partenopea.